# Azione del 30 settembre 1639
L'azione del 30 settembre 1639 (nota anche come battaglia di Mormugão) fu uno scontro militare tra la marina della Repubblica delle Sette Province Unite e quella dell'Impero portoghese (all'epoca sotto la sovranità spagnola).

## Antefatto
La guerra tra Paesi Bassi e Portogallo era iniziata nell'ambito delle colonie nel 1588. Il conflitto era stato caratterizzato sin dalle sue origini da invasioni ed incursioni in America, Africa, India ed Estremo Oriente. In larga misura questo conflitto si era qualificato come una diramazione della guerra degli ottant'anni che si stava combattendo in Europa coinvolgendo Spagna e Paesi Bassi per via dell'unione della corona spagnola e di quella portoghese sotto la casa d'Asburgo in quel momento storico. Gli olandesi, in realtà, avevano fatto irruzione nelle colonie portoghesi principalmente per stabilire un impero navale e di conseguenza per rilevare il commercio delle spezie dell'Impero portoghese ormai in crisi. In varie occasioni durante la guerra, le forze inglesi aiutarono gli olandesi.

## La battaglia
I galeoni portoghesi Bom Jesus (74 cannoni) e São Sebastião (50 cannoni) vennero catturati dallo squadrone della marina olandese senza combattere e ne vennero asportati i pezzi d'artiglieria a bordo. La Bom Jesus, in fiamme, venne utilizzata per avvicinarsi al galeone portoghese São Boaventura, il quale rifiutava la resa, causando così l'incendio di quest'ultima nave. Alcune fregate non armate si avvicinarono alla fine del conflitto, ma rimasero terrorizzate dal trattamento riservato ai galeoni e preferirono abbandonare lo scontro. Gli olandesi avevano infatti 261 cannoni a bordo delle loro navi, 810 marinai e 170 soldati.